# Włodzimierz III Mścisławowicz

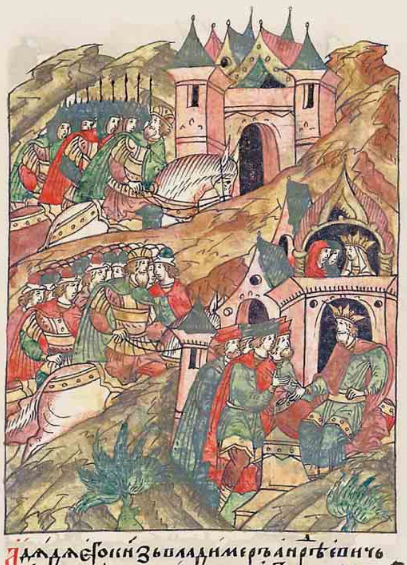
Przyjęcie Włodzimierza na Węgrzech

Włodzimierz III Mścisławowicz, ukr. Володимир III Мстиславич (1132–1173) – książę Dorohobuża (1150–1154, 1170–1171), Włodzimierza i Wołynia (1154–1157), Słucka (1162), Trypola (1162–1168) oraz wielki książę Kijowa (1171). Był synem Mścisława I Haralda i wnukiem Włodzimierza II Monomacha. Z powodu krótkiego okresu panowania jest pomijany na listach książąt Kijowa.